# Adam Hannytkiewicz
Adam Hannytkiewicz (ur. 24 września 1887 w Krakowie, zm. 9 lipca 1946 we Wrocławiu) – polski malarz.

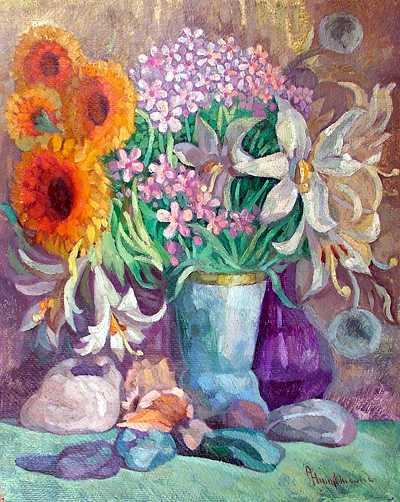
Adam Hannytkiewicz - Kwiaty w wazonie

## Życiorys
Syn Edwarda i Wiktorii z Bukowskich. W 1906 ukończył szkołę realną i rozpoczął studia na Akademii Sztuk Pięknych w Krakowie, uczył się w pracowni Józefa Pankiewicza, Leona Wyczółkowskiego i Stanisława Dębickiego. W 1910 otrzymał dyplom i został nauczycielem rysunku w szkole realnej w Krakowie, a następnie w Wieliczce, gdzie przeprowadził się. W 1912 ożenił się z Haliną Huberówną. Od 1912 wystawiał swoje prace z Towarzystwem Przyjaciół Sztuk Pięknych, cztery lata później miał tam pierwszą wystawę indywidualną. W 1915 wyjechał na krótki pobyt do Wiednia, aby poznawać tam techniki malarskie stosowane przez innych twórców. W 1919 przeprowadził się do Inowrocławia, a dwa lata później do Poznania. Podjął pracę nauczyciela rysunku w Państwowym Gimnazjum im. Ignacego Jana Paderewskiego i pracował tam do przejścia na emeryturę w 1925. Od 1920 uczestniczył w wystawach poznańskiego Towarzystwa Przyjaciół Sztuk Pięknych i Stowarzyszenia Artystów Wielkopolskich. Pierwszą wystawę zbiorową swoich prac miał w 1923, a następną w 1929. W 1924 po raz pierwszy wyjechał do Paryża, spotkał się tam z Józefem Pankiewiczem. Po powrocie został jednym z założycieli a następnie członków grupy artystów wielkopolskich Plastyka, z którą wystawiał w kraju. Dzięki Towarzystwu Szerzenia Sztuki Polskiej wśród Obcych uczestniczył w wystawach w Helsinkach, Sztokholmie, Brukseli, Hadze, Paryżu, Kopenhadze, Wenecji i Budapeszcie. W 1926 założył Poznański Instytut Sztuk Pięknych (Szkoła Sztuk Pięknych) i przewodniczył mu przez pięć lat (szkoła istniała do 1934). Podczas Powszechnej Wystawy Krajowej w 1929 wystawił jedenaście swoich prac, za co otrzymał brązowy medal. Od stycznia 1932 przez dwa lata przebywał w Paryżu, wówczas ponownie nawiązał kontakt z Józefem Pankiewiczem. Podczas pobytu intensywnie tworzył, jego prace były wystawiane w Salon Jesiennym (1932), Salon des Tuileries (1933) oraz w l’Institut d’Esthetique Contemporaine (1933). Prace tam powstałe wystawiał w 1934 i w 1935. W listopadzie 1939 został przymusowo wysiedlony z Poznania, wówczas utracił dużą część dorobku artystycznego. Wyjechał do Krakowa, gdzie przebywał do 1945. Po zakończeniu wojny został skierowany do Sędziszowa Małopolskiego, gdzie współorganizował Szkołę Rzemiosła i Przemysłu Artystycznego. W 1946 wyjechał do Wrocławia aby organizować Wyższą Szkołę Sztuk Pięknych, zmarł nagle.

## Twórczość
Adam Hannytkiewicz tworzył pejzaże i widoki architektury, podejmował się również malowania portretów, martwej natury oraz tematyki historycznej i sakralnej. W jego wcześniejszych dziełach daje się zauważyć duży wpływ mistrza Józefa Pankiewicza, w późniejszych istotne znaczenie ma operowanie światłem i kolorami.